# Галин (певец)
Галин Петров Гочев (болг. Галин Петров Гочев), более известный как Галин (болг. Галин); (род. 12 марта, 1991, Добрич, Болгария) — болгарский певец в стиле поп-фолк.

## Биография
Галин Петров Гочев родился 12 марта 1991 года в городе Добрич. Он вырос в семье музыкантов и те, которые были связаны с искусством. Он является выпускником музыкальной школы в Добриче, который окончил со степенью ударных инструментов и эстрадного вокала. С детства он играл на пианино, на ударных инструментах, на гитаре, на синтезаторе, на аккордеоне и на других инструментах в шестом классе, он принимал участие в профессиональной музыкальной группы, которая имела успех не только в стране, но и за рубежом. Он также являлся солистом в ансамбле своего отца Извор.

### 2011—2013: Трудное начало карьеры
Его карьера началась с дуэта с певицей Герганой Първичен инстинкт (рус. Основной инстинкт). А видеоклип был снят недалеко от Несебыра. Песня стала успешной и заняла первое место в чарте в Топ 5 на Сигнал.бг в течение 5 недель подряд. Затем Галин выпустил три сольные песни Да владееш мъж (рус. Властвовать мужчину), Стреляй (рус. Стрелять) и Случи се (рус. Это случилось), которые критики оценили негативно. Осенью 2012 года Галин выпустил второй дуэт с Герганой Вкусът остава (рус. Вкус остается), который сочинил сам. Несмотря ни на что, они исполнили песню на концерте в честь 11-го дня рождения телеканала Планета, которые повторили успех первого дуэта. Следующей весной Галин выпустил песню Няма да боли (рус. Это не повредит), которая стала успешной, а после этого Галин подписал контракт с звукозаписывающей студией Пайнер (компания).

### 2014-настоящее время: Успех, новый альбом
В начале 2014 года Галин выпустил видеоклип на песню Момче без сърце (рус. Мальчик без сердца). Видеоклип набрал 1 миллион просмотров на официальном канале телеканала Планета на YouTube менее чем через месяц и получил приглашение спеть на ежегодном концерте компании Пайнер в декабре. Песня возглавила все хит-парады. В конце месяца Галин выпустил дуэт с певицей Кристианой под названием Колко много (рус. Так много). В июле того же года Галин выпустил видеоклип на песню Между нас (рус. Между нами) вместе с Ани Хоанг и Кристианой, в клипе принимала участие актриса Латина Петрова.
В начале 2015 года Галин выпустил видеоклип Сменям ти адреса (рус. Я изменяю твой адрес). Летом того же года Галин выпустил видеоклип на песню Един на брой (рус. Один в числе). В октябре того же года Галин выпустил видеоклип на песню Парата, ако хвана (рус. Если я разбогатею), в клипе были изображены в виде гламура, пафоса и богатства. Песня возглавила все чарты в течение нескольких недель. В конце года Галин вместе с Галеной и Цветелиной Яневой представили клип на песню Коледа (рус. Рождество)
В начале 2016 Галин выпустил видеоклип вместе с певицей Деси Славой Нека да е тайно (рус. Пусть это будет секретом). Сейчас Галин записывает дебютный альбом, который выйдет в 2017 или 2018 году.

## Видеография
| Год  | Клип                                   | Режиссёр                                     | Примечание                                                   |
| ---- | -------------------------------------- | -------------------------------------------- | ------------------------------------------------------------ |
| 2012 | Вкусът остава (с Герганой)             | Николай Скерлев                              |                                                              |
| 2013 | Момче без сърце (2013)                 | Людмил Иларионов — Люси                      |                                                              |
| 2014 | Все напред (2014)                      | Людмил Иларионов — Люси                      |                                                              |
| 2014 | Между нас (с Ани Хоанг и Кристианой)   | Людмил Иларионов — Люси                      | В клипе участвовала Латинка Петрова                          |
| 2015 | Сменям ти адреса                       | Николай-Емил Шопов                           |                                                              |
| 2015 | Един на брой                           | Bashmotion                                   |                                                              |
| 2015 | Парата, ако хвана                      | Станислава Василева                          | В клипе показана роскошная жизнь, гламур, богатство и пафос. |
| 2015 | Коледа (с Галеной и Цветелиной Яневой) | Николай Скерлев                              | Рождественский видеоклип                                     |
| 2016 | Людмил Иларионов — Люси                | В клипе показаны о том, как следят папарации |                                                              |
| 2016 | Имала мама                             |                                              |                                                              |
| 2016 | Готина кола                            | Людмил Иларионов — Люси                      |                                                              |
| 2016 | На Египет фараона                      | Людмил Иларионов — Люси                      | Видеоклип в атмосфере Древнего Египта и отсутствовал Азис.   |